# Efteling Tycoon
Efteling Tycoon is een spel waarin de hele Efteling kan worden nagebouwd door de speler. Het hoeft echter niet hetzelfde gebouwd te worden als het echte park. Het spel toont enkele gelijkenissen met de spelreeks RollerCoaster Tycoon, maar is een stuk minder uitgebreid en wordt net zoals RollerCoaster Tycoon uitgeven door Atari Benelux (voorheen Infogrames).
Efteling Tycoon stond gepland voor 12 oktober 2007, maar werd uitgesteld tot februari 2008 om het spel verder te verbeteren. Ook deze datum werd niet gehaald. Het spel werd uitgebracht op 28 maart 2008 en is alleen uitgekomen voor pc.